# Álvaro Corbalán
Álvaro Julio Federico Corbalán Castilla (Santiago, 14 de diciembre de 1951) es un militar con el grado de mayor, perteneciente a la Central Nacional de Informaciones (CNI), policía secreta asociada a la represión política en contra de opositores a la Dictadura militar encabezada por Augusto Pinochet, Dictador de Chile entre 1973 y 1990. Cumple condena por violación a los derechos humanos en el Penal de Punta Peuco.

## Biografía
Álvaro Corbalán estudió en el Instituto Nacional y a los 14 años ingresó en la Escuela Militar de Santiago; además, en 1971 hizo un curso en la Escuela de las Américas. Antes del golpe militar —que, liderado por el Almirante José Toribio Merino y el General del Aire Gustavo Leigh Guzmán,  y al que se sumó a última hora el Ejército con Pinochet, el 11 de septiembre de 1973 derrocó al gobierno de la Unidad Popular encabezado por el socialista Salvador Allende— estuvo en el Servicio de Inteligencia Militar; luego fue destinado a la Dirección de Inteligencia del Ejército hasta 1980; después fue trasladado a la Central Nacional de Informaciones (CNI) y llegó a ser director del Comando Conjunto perteneciente al Ejército de Chile y comandante del Cuartel Borgoño de la CNI encargado de la División Antisubversiva. Su nombre estuvo asociado a la llamada Operación Albania y al asesinato del dirigente de la ANEF Tucapel Jiménez, entre otros casos.
Álvaro Corbalán utilizó redes de informantes en todos los planos de la actividad pública, aprovechó su alto cargo para introducirse en círculos faranduleros; fue amante de la vedette española María José Nieto —de cuya  mano por las noches se paseaba por los bares como el Confetti, en avenida Apoquindo, "uno de los favoritos del pinochetismo duro, cuyo dueño era el marido de Patricia Maldonado"—, y realizó seguimientos y acosos a varios personajes de la farándula.
A comienzos de los años 80 estuvo a cargo de la seguridad del Festival Internacional de la Canción de Viña del Mar y recibió de parte de la alcaldesa designada de aquella comuna, Eugenia Garrido, una Gaviota de Plata "por su servicios prestados en defensa de la patria".
Corbalán fue miembro del partido político Avanzada Nacional, del que llegó a ser presidente entre agosto y noviembre de 1989.
Encarcelado desde el 16 de enero de 1991, Corbalán fue condenado por una serie de crímenes relacionados con la violación de derechos humanos, entre los que figuran los asesinatos de la Operación Albania, del líder sindical Tucapel Jiménez, miembro del Partido Radical; del carpintero Juan Alegría Mundaca, de la joven militante del MIR Paulina Aguirre Tobar, del comunista Juan Luis Rivera Matus, del periodista y militante del MIR José Carrasco Tapia, de Enzo Muñoz Arévalo, Héctor Sobarzo Núñez, Juan Manuel Varas Silva y Ana Delgado Tapia, perpetrados en julio de 1984; de los cinco miembros del Frente Patriótico Manuel Rodríguez (FPMR) —Julián Peña Maltés, Alejandro Pinochet Arenas, Manuel Sepúlveda Sánchez, Gonzalo Fuenzalida Navarrete y Julio Muñoz Otárola—, que fueron lanzados al mar en septiembre de 1987.
Sus condenas —a cadena perpetua más otras por las que suma 100 años de cárcel— le impidieron asistir a los funerales de su madre Marta Castilla Geisse, fallecida el 9 de octubre de 2015. Primero estuvo recluido en un recinto militar —cabañas del Batallón de Policía Militar (BPM) que formaban parte del Campo Militar de Peñalolén, en el que también estaban el Comando y la Escuela de Telecomunicaciones, así como el Penal Cordillera del que en 2004 se hizo cargo Gendarmería— y después, en noviembre de 2004, pasó al Penal de Punta Peuco, del que fue trasladado en noviembre de 2015 a la Cárcel de Alta Seguridad de Santiago, pero, luego de interponer un recurso de protección, logró que el 1 de enero de 2017 lo devolvieran a su antigua prisión.
Álvaro Corbalán es autor del libro Anécdotas de mi General: las que viví… y las que me contaron (Asesorías Comunicacionales ACO, Santiago, 2009); los periodistas Daniel Campusano, Macarena Chinni, Constanza González y Felipe Robledo escribieron El dueño de la noche (Ceibo Editores, 2015), obra en la que repasan la vida bohema del exjefe operativo de la CNI.
Corbalán tenía una veta de artista que, según él, había heredado de su madre, autora de algunos poemarios y concertista en piano. Toca la guitarra y el piano, y, estando en la cárcel, compuso algunas canciones, como la Canción por el reencuentro o el Himno de Punta Peuco. En una entrevista a la revista Cosas a finales de los años 1980, aseguraba  haber firmado en 1974 un contrato con el extinto sello de música Odeón para grabar dos discos. "Sin embargo, otras responsabilidades superiores me alejaron de esa actividad", explicó a Cosas Corbalán, sin explicitar que se refería a su trabajo en la CNI. En la época de la dictadura militar, llegó a sacar un casete con el director de orquesta Horacio Saavedra.
En la segunda temporada de la serie televisiva Los archivos del cardenal, el actor Roberto Farías se inspiró en Corbalán para su personaje, Marcelo Alarcón, para lo cual "creó todo un ritual en el que se ponía el perfume favorito" del exjefe operativo de la CNI, Halston Z14, estudió grabaciones y crónicas del exmilitar y conversó con personas que lo conocieron.
Su esposa es la argentina Silvia López, a quien conoció estando ya preso y con la que tiene algunos hijos gracias al régimen de visitas conyugales.

## Casos de derechos humanos

### Cumplimiento de condenas
| Fallos de la Corte Suprema | Fallos de la Corte Suprema | Fallos de la Corte Suprema                                                                                                  | Fallos de la Corte Suprema |
| Fecha del fallo            | Delito                     | Víctimas | Condena (años)             |
| -------------------------- | -------------------------- | --- | -------------------------- |
| 19 de julio de 2000        | Homicidio                  | Juan Alegría Mundaca | Cadena perpetua            |
| 30 de abril de 2004        | Homicidio                  | Lisandro Sandoval Torres | 10                         |
| 20 de julio de 2005        | Homicidio                  | Paulina Aguirre Tobar | 5                          |
| 30 de diciembre de 2006    | Homicidio                  | José Carrasco Tapia | 16                         |
| 8 de septiembre de 2014    | Homicidios                 | Enzo Muñoz Arévalo, Héctor Sobarzo Núñez, Juan Manuel Varas Silva y Ana Delgado Tapia                                       | 7                          |
| 22 de marzo de 2017        | Secuestros calificados     | Julián Peña Maltés, Alejandro Pinochet Arenas, Manuel Sepúlveda Sánchez, Gonzalo Fuenzalida Navarrete y Julio Muñoz Otárola | 15                         |